# لبخندهای یک شب تابستانی
لبخندهای یک شب تابستانی (به سوئدی: Sommarnattens leende) فیلمی سوئدی در ژانر کمدی به کارگردانی اینگمار برگمان در سال ۱۹۵۵ است. این اولین فیلم برگمان است که پس از نمایش در جشنواره فیلم کن ۱۹۵۶ او را به موفقیت بین‌المللی رساند.
این فیلم که از نمایشنامه رویای شب نیمه تابستان شکسپبر تأثیر گرفته بنا به انتخاب مجلهٔ تایم در سال ۲۰۰۵ در لیست بهترین صد فیلم تاریخ قرار گرفت. این فیلم در سایت imdb توانسته نمره‌ی ۷/۵ را کسب کند.

## داستان
جریان این فیلم در سوئد در اوایل از قرن بیستم است. فردریک اگرمان یک وکیل میانسال است که با دختر زیبای ۱۹ ساله‌ای ازدواج کرده‌است. ازدواج دو ساله آنها، به دلیل بی میلی آن هنوز هم به وصال نرسیده. فردریک پسری به نام هنریک از ازدواج پیشین خود دارد. هنریک در اوایل بیست سالگی است و در حال تحصیل برای وزارت است اما در عین حال دلباختهٔ نامادری اش شده، که او نیز به نوبهٔ خود او را دوست دارد. هنریک خود را با روابط عاشقانهٔ بی‌نتیجه با خدمتکار جوان و شهوت‌انگیز فردریک، پترا سرگرم می‌کند.
بین دو ازدواج خود، فردریک روابط عاشقانه‌ای با یک بازیگر سرشناس و زیبا به نام دزیره آرمفلد داشته، اما دزیره با او قطع رابطه می‌کند. دزیره در حال حاضر یک پسر جوان به نام فردریک دارد که در مدت کوتاهی پس از قطع رابطه خود با فردریک اگرمان متولد شده‌است. (که هرگز به‌طور مستقیم نگفته، اما اشاره کرده که فردریک آرمفلد کوچک پسر فردریک اگرمان است) دزیره در حال حاضر با یک افسر ارتش، کنت کارل- مگنوس مالکوم، رابطه دارد. همسر این کنت، شارلوت، دوست قدیمی آن اگرمان است.
یک شب فردریک به دیدن دزیره می‌رود تا با او از مشکلات زناشویی خود درد دل کند و از او کمک بخواهد. او در خارج از خانه دزیره به یک گودال می‌افتد و دزیره لباس شب کنت را به او می‌پوشاند. در همین حین کنت خشن و حسود می‌رسد و به فردریک دستور می‌دهد تا آنجا را ترک کند. پس از آنکه فردریک می‌رود، کنت و دزیره مشاجره می‌کنند و تصمیم می‌گیرند تا دوستانه از هم جدا شوند. وقتی کنت به خانه برمیگردد، برای شارلوت ماجرا را بازگو کرده و از او می‌خواهد به آن اگرمان در مورد خیانت فردریک بگوید (هر چند در واقع هیچ خیانتی رخ نداده‌است). هنگامی که شارلوت آن را می‌بیند، اعتراف می‌کند که کنت را دوست دارد به رغم همه چیز و حاضر است هر کاری بکند تا کنت نیز او را دوست بدارد.
برای حل این مشکلات، دزیره از مادرش می‌خواهد تا همهٔ این افراد را به خانهٔ ییلاقی اش برای یک میهمانی تابستانی دعوت کند و به‌طور موقت او و شارلوت با همدست می‌شوند. هنریک و آن، به‌طور غیرمنتظره خود را با هم در یک تخت پیدا می‌کنند، به وصال عشق هم می‌رسند و با کمک از پترا و معشوق جدیدش فرید، فرار می‌کنند تا با هم ازدواج کنند. پس از آن شارلوت در کلاه فرنگی باغ به فردریک می‌پیوندد. کنت از دیدن همسرش با فردریک، برآشفته می‌شود و فردریک را به رولت روسی می‌خواند. فردریک می‌بازد اما کنت هفت تیر را با دوده پر کرده بنابراین هیچ‌کس آسیب نمی‌بیند. کنت به همسرش می‌پیوندد، احساساتش نسبت به اوبا حسادت برانگیخته می‌شود. دزیره فردریک را تسلی می‌دهد و او از دزیره می‌خواهد تا او را ترک نکند. به نظر می‌رسد که معمای چهار زوج دلباخته در طول شب به خوبی و خوشی حل و فصل می‌گردد.

## بازیگران
- اولا یاکوبسون در نقش آن اگرمان
- اوا دالبک در نقش دزیره آرمفلد
- هاریت آندرشون در نقش پترا
- مارگیت کارلویست در نقش کنتس شارلوت مالگوم
- گونار بیورنستراند در نقش فردریک اگرمان
- یارل کوله در نقش کنت کارل-ماگنوس مالکوم
- اوکه فریدل در نقش فرید
- بوریه ملویگ
- کارل-گوستاو لیندستت